# زنق
زنق هي قرية في مقاطعة مراغة، إيران. عدد سكان هذه القرية هو 130 في سنة 2006.